# Hubi Yan
Hubi Yan (chinesisch 护壁岩 ‚Schutzwallfelsen‘) ist ein Felsvorsprung an der Ingrid-Christensen-Küste des ostantarktischen Prinzessin-Elisabeth-Lands. Er ragt am nordwestlichen Ausläufer der Landspitze Steinnes auf.
Chinesische Wissenschaftler benannten ihn 1993.